# 합덕역
합덕역(合德驛)은 충청남도 당진시 합덕읍 도리에 위치한 서해선의 간선 철도역이다.

## 연혁
- 2024년 9월 3일 : 역명 제정[1]
- 2024년 11월 2일: 개통[2]
- 2026년 3월 : KTX-이음 운행 개시 (예정)

## 승강장
스크린도어가 설치 되어 있다.
| ↑ 인주      |
| １ \| ２ \| |
| 내포↓       |

| 1 | 서해선 · ITX-마음 | 서화성 방면 |
| 2 | 서해선 · ITX-마음 | 홍성 방면   |

## 역 주변
- 서야중학교
- 서야고등학교
- 합덕제, 합덕성당

## 인접한 역
| 서해선             | 서해선          | 서해선             |
| ------------------ | --------------- | ------------------ |
| 인주 서화성 방면   | ITX-마음 서해선 | 홍성 방면          |
| 인주 내선순환 방면 | ITX-마음 평택선 | 홍성 외선순환 방면 |